# Milano-Sanremo 1962
La Milano-Sanremo 1962, cinquantatreesima edizione della corsa, fu disputata il 19 marzo 1962 per un percorso totale di 288 km. Fu vinta dal belga Emile Daems, giunto al traguardo con il tempo di 6h48'06" alla media di 42,343 km/h davanti ai connazioanli Yvo Molenaers e Louis Proost.
I ciclisti che partirono da Milano furono 154; coloro che tagliarono il traguardo a Sanremo furono 84.

## Ordine d'arrivo (Top 10)
| Pos. | Corridore        | Squadra                | Tempo    |
| ---- | ---------------- | ---------------------- | -------- |
| 1    | Emile Daems      | Philco                 | 6h48'06" |
| 2    | Yvo Molenaers    | Carpano                | a 1'15"  |
| 3    | Louis Proost     | Carpano                | a 1'19"  |
| 4    | Willy Schroeders | Flandria-Faema-Clement | s.t.     |
| 5    | Diego Ronchini   | Ghigi                  | s.t.     |
| 6    | Carlo Brugnami   | Philco                 | s.t.     |
| 7    | Guido Carlesi    | Philco                 | a 1'35"  |
| 8    | Robert Seneca    | Solo-Van Steenbergen   | s.t.     |
| 9    | Bruno Mealli     | Ignis                  | s.t.     |
| 10   | Antonio Bailetti | Carpano                | s.t.     |